# ICON Aircraft
ICON Aircraft（アイコン エアクラフト）は、アメリカ合衆国カリフォルニア州に本社を置く航空機メーカーである。水陸両用のICON A5という軽飛行機を製造している。